# Chamisma
Chamisma es el segundo EP japonés del grupo femenino surcoreano CLC. Fue publicado el 27 de julio de 2016 por Cube Entertainment Japan.

## Antecedentes y lanzamiento
El 16 de junio, Cube Entertainment anunció que CLC regresaría a Japón para lanzar su segundo miniálbum japonés, Chamisma. La palabra «Chamisma« es una combinación de las palabras «Charming» y «Smile». Es también el primer sencillo japonés original del grupo, que muestra los encantos de las siete miembros del grupo, incluyendo a Kwon Eunbin que se unirá a ellas en promociones japonesas por primera vez. El álbum fue publicado en tres versiones diferentes: Tipo A (CD), Tipo B (CD+DVD) y Tipo C (CD+DVD). La versión Tipo B del álbum incluye una canción y un vídeo musical de Chamisma con Jung Il Hoon de BTOB, mientras que la versión de Tipo C incluye un DVD del primer escaparate japonés de CLC «First Step». Debido a esto, las ventas de CLC cerraron a los números más altos que los otros grupos femeninos tales como GFriend, Red Velvet, Laboum, Cosmic Girls, Lovelyz, y Twice.

## Lista de canciones
| Type A (CD) |                            |          |  |
| N.º         | Título                     | Duración |  |
| 1.          | «Chamisma» (チャミスマ)    | 3:19     |  |
| 2.          | «Sukidoki» (スキドキ)      | 3:00     |  |
| 3.          | «Chocolate Spice»          | 3:28     |  |
| 4.          | «1,2,3» (Japanese Version) | 3:36     |  |
| 5.          | «School Heaven» (学園天国) | 2:37     |  |

| Type B (CD+DVD) |                                            |          |  |
| N.º             | Título                                     | Duración |  |
| 1.              | «Chamisma» (チャミスマ)                    | 3:19     |  |
| 2.              | «スキドキ»                                 | 3:00     |  |
| 3.              | «Chocolate Spice»                          | 3:28     |  |
| 4.              | «1,2,3» (Original Version)                 | 3:36     |  |
| 5.              | «学園天国»                                 | 2:37     |  |
| 6.              | «Chamisma» (feat. Jung Il Hoon of BTOB)    | 3:19     |  |
| 7.              | «Chamisma MV»                              |          |  |
| 8.              | «Chamisma MV» (feat. Jung Il Hoon of BTOB) |          |  |

| Type C (CD+DVD) |                                          |          |  |
| N.º             | Título                                   | Duración |  |
| 1.              | «Chamisma» (チャミスマ)                  | 3:19     |  |
| 2.              | «スキドキ»                               | 3:00     |  |
| 3.              | «Chocolate Spice»                        | 3:28     |  |
| 4.              | «1,2,3» (Original Version)               | 2:37     |  |
| 5.              | «学園天国»                               | 2:37     |  |
| 6.              | «CLC 1st Showcase in Japan "First Step"» |          |  |